# 卻斯特站之役
卻斯特站之役（英語：Battle of Chester Station）於1864年5月10日發生在維吉尼亞，是南北戰爭中北軍為奪得里奇蒙彼得斯鐵路以削弱南軍的實力而發動的第三場百慕達韓垂戰事的戰役。南軍打敗北軍，把他們在百慕達韓垂地區趕走。